# Cariboplitis daressalami
Cariboplitis daressalami es una especie de arácnido del orden Mesostigmata de la familia Oplitidae.

## Distribución geográfica
Se encuentra en Tanzania.